# Communes à facilités de la périphérie bruxelloise

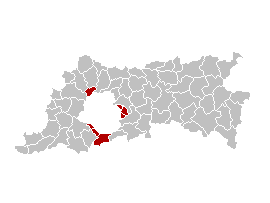
En rouge, les six communes à facilités de la périphérie bruxelloise. Au nord Wemmel, à l'est Kraainem et Wezembeek-Oppem ; et au sud Drogenbos, Linkebeek et Rhode-Saint-Genèse.

Les communes à facilités de la périphérie bruxelloise sont les six communes à facilités linguistiques situées en Brabant flamand à proximité de la Région de Bruxelles-Capitale. Ces communes, à savoir Kraainem, Drogenbos, Linkebeek, Rhode-Saint-Genèse, Wemmel et Wezembeek-Oppem, bénéficient de facilités linguistiques qui permettent à leurs habitants francophones de pouvoir utiliser le français lors de leurs communications avec l'administration communale, entre autres. Ces communes représentent un peu plus de 70 000 habitants en 2014. L'avenir institutionnel de ces communes est au centre des débats communautaires, leurs populations étant désormais majoritairement francophones.

## Liste des communes
| Commune            | Population (2022) | % Francophones (2017, estimation) |
| ------------------ | ----------------- | --------------------------------- |
| Kraainem           | 13 928            | 74.4                              |
| Drogenbos          | 5 770             | 76.6                              |
| Linkebeek          | 4 709             | 78.8                              |
| Rhode-Saint-Genèse | 18 628            | 64.2                              |
| Wemmel             | 17 182            | 61.6                              |
| Wezembeek-Oppem    | 14 488            | 68.8                              |

## Évolution démographique et linguistique
Tout comme les communes de l'actuelle Région de Bruxelles-Capitale, les communes périphériques autour de la capitale semblaient systématiquement se franciser à la suite d'une expansion démographique et d'un processus d'urbanisation. Selon les résultats du dernier recensement linguistique de 1947, qui doivent cependant être employés avec beaucoup de prudence,,,,,, l'ensemble des six communes comprenait à cette époque entre 15 et 27 % de francophones unilingues, mais un tiers de la population déclarait parler "le plus fréquemment" la langue française. Depuis lors, la proportion des francophones a évolué jusqu'à faire d'eux une majorité.

## Évolution institutionnelle

### Frontière linguistique et facilités
Lors de la fixation de la frontière linguistique a été négociée la constitution d'un arrondissement judiciaire et administratif du nom de BHV qui a pris fin dans les années 2010. En complémentarité avec la création de cet arrondissement avait été décidée la création d'un régime dit de "facilités linguistiques" pour les 6 communes de la périphérie bruxelloise.

### Évolutions récentes

#### Circulaires flamandes
La circulaire Peeters de 1997 a réglementé les conditions d'utilisation du français sur le plan administratif et électoral.

#### Création du canton électoral de Rhode-Saint-Genèse
Depuis la réforme institutionnelle de 2012, les habitants de ces six communes ont le choix de pouvoir voter aux élections législatives soit pour des listes de Hal-Vilvorde, soit pour des listes bruxelloises. Ce choix n'a cependant pas de conséquences sur le nombre de sièges dévolus à chaque circonscription électorale (en 2014, 15 sièges sont à pourvoir pour Bruxelles et 15 pour le Brabant flamand).